# Mistrzostwa Europy w Podnoszeniu Ciężarów 1924
Mistrzostwa Europy w Podnoszeniu Ciężarów 1924 – 20. edycja mistrzostw Europy w podnoszeniu ciężarów, która odbyła się między 7 a 8 września 1924 w Neunkirchen (Rzesza Niemiecka ). Startowali tylko mężczyźni w 7 kategoriach wagowych.

## Medaliści
| Kategoria: | Złoto:          | Wynik    | Srebro:          | Wynik    | Brąz:              | Wynik    |
| 53 kg      | Fritz Baru      | 337,5 kg | Heinrich Fuchs   | 327,7 kg | Heinrich Kiessling | 305 kg   |
| 58 kg      | Albert Küchner  | 350 kg   | Otto Gessler     | 347,5 kg | Moritz Wecker      | 315 kg   |
| 62,5 kg    | Max Loch        | 355 kg   | Emil Fetzer      | 335 kg   | Georg Ochs         | 325 kg   |
| 67,5 kg    | Willi Reinfrank | 445 kg   | Nicolaus Weber   | 402,5 kg | Otto Erlenmayer    | 372,5 kg |
| 75 kg      | Jakob Vogt      | 442,5 kg | Jakob Merten     | 422,5 kg | Fritz Braun        | 395 kg   |
| 82,5 kg    | Julius Baruch   | 425 kg   | Fritz Neukirchen | 420 kg   | Jakob Orgler       | 395 kg   |
| + 82,5 kg  | Paul Trappen    | 532,5 kg | Fritz Jung       | 447,5 kg | Otto Österlin      | 447,5 kg |

## Klasyfikacja medalowa
| Miejsce | Reprezentacja    | Złoto | Srebro | Brąz | Razem |
| 1.      | Rzesza Niemiecka | 7     | 7      | 6    | 20    |
| 2.      | Szwajcaria       | 0     | 0      | 1    | 1     |